# 蒙索莱莫
蒙索莱莫（法語：Montceaux-lès-Meaux，法語發音：[mɔ̃so lɛ mo] ⓘ，意为“莫城附近的蒙索”）是法国塞纳-马恩省的一个市镇，属于莫城区。

## 地理
蒙索莱莫（48°56'34"N, 2°59'14"E）面积4.72 平方千米，位于法国法蘭西島大區塞纳-马恩省，该省份为法国北部内陆省份，北起瓦兹省，西接埃松省、马恩河谷省、塞纳-圣但尼省和瓦兹河谷省，南至卢瓦雷省，东南接约讷省，东临马恩省和奥布省，东北接埃纳省。
与蒙索莱莫接壤的市镇（或旧市镇、城区）包括：圣让莱德瑞莫、特里尔波、维勒马勒伊、布里地区阿尔芒蒂耶尔。

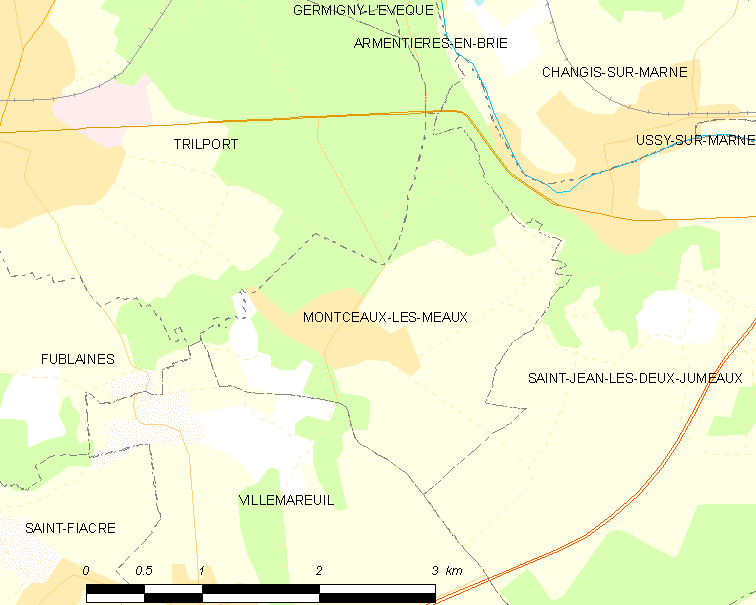
蒙索莱莫的OSM定位图

蒙索莱莫的时区为UTC+01:00、UTC+02:00（夏令时）。

## 行政
蒙索莱莫的邮政编码为77470，INSEE市镇编码为77300。

## 政治
蒙索莱莫所属的省级选区为拉费泰苏茹阿尔县。

## 人口

1962-2008年间蒙索莱莫人口变化图示

蒙索莱莫于2022年1月1日时的人口数量为646人。